# Гинг, Джон
Джон Гинг (англ. John Ging; род. 1965) — гражданин Ирландии, бывший офицер Ирландской армии, должностное лицо ООН. Глава Ближневосточного агентства ООН для помощи палестинским беженцам и организации работ в Секторе Газа с 2006 по 2011 год. Начальник отдела координации и ответных действий Управления ООН по координации гуманитарных вопросов (УКГВ) с 2011 года.

## Биография
Джон Гинг родился и вырос в ирландском городке Порт-Лиише. Учился в средней школе салезианского колледжа в деревне Баллинакилл. В 1983 году вступил в ряды Ирландской армии, где он дослужился до звания капитана. Участвовал в миротворческих операциях ООН. Получил степень бакалавра в области политологии и степень в области права в Ирландском национальном университете в Голуэе, впоследствии получил квалификацию адвоката.
С 1994 по 1996 год Джон Гинг был откомандирован правительством Ирландии для работы в агентстве GOAL, которое реализовывало программу помощи в Африке после геноцида в Руанде. После возвращения из Африки он в течение восьми лет работал в должности начальника штаба Организации по безопасности и сотрудничеству в Европе (ОБСЕ) в Боснии и Герцеговине. После этого он непродолжительное время был главой миссии ООН в Косово. Гинг добровольно подал в отставку в 2002 году и, после отъезда из Косово, он занял место в директора БАПОР в Секторе Газа.
Гинг отвечал за бюджет агентства в размере $450 миллионов в Газе с 1 февраля 2006 года. Он курировал развитие программ, а также обеспечение основных потребностей 1,1 миллионов беженцев. В 2007 году на него было совершено две попытки покушения. Он получил международную известность в 2008—2009 годах во время операции «Литой свинец», в ходе которой он предупреждал о гуманитарной катастрофе, которая могла наступить вследствие военных действий, и критиковал Израиль за обстрел объектов ООН и гражданских зданий. 9 января 2009 года Гинг приостановил работу БАПОР в Газе после того как гуманитарный конвой ООН и ряд зданий пострадали от обстрела Израилем. Гинг возобновил работу агентства после прекращения огня 18 января 2009 года.
Гинг покинул Сектор Газа в начале 2011 года в связи с назначением на новую должность в штаб-квартире ООН. В настоящее время он является начальником отдела координации и ответных действий Управления ООН по координации гуманитарных вопросов (УКГВ) в Нью-Йорке.